# Station Lasocice
Station Lasocice is een spoorwegstation in de Poolse plaats Lasocice.